# Gualdo Cattaneo
Gualdo Cattaneo es una localidad italiana de la provincia de Perugia, región de Umbría, con 6.438 habitantes.

## Evolución demográfica
| Gráfica de evolución demográfica de Gualdo Cattaneo entre 1861 y 2001 |
|                                                                       |
| Fuente ISTAT - Elaboración gráfica por parte de Wikipedia             |